# Andrew Romanoff
Andrew Romanoff (ur. 21 stycznia 1923 w Londynie, zm. 28 listopada 2021 w San Anselmo) – rosyjsko-amerykański artysta samorodny, rysownik, malarz. Jako potomek cesarskiej rosyjskiej rodziny Romanowów w latach 2016–2021 występował jako pretendent do tronu rosyjskiego jako tytularny cesarzewicz.

## Życiorys
Urodził się w 1923 w Londynie w rodzinie Andrzeja Aleksandrowicza (1897–1981), księcia krwi imperatorskiej, i jego pierwszej żony Elżbiety di Sasso Ruffo (1886–1940). Jego ojcem chrzestnym był przyszły król Wielkiej Brytanii Edward VIII. Wychowywał się jako ostatnie z trojga dzieci swoich rodziców (Ksenia, 1919–2000, Michał, 1920–2008), mieszkając w apartamencie zamku w Windsorze, przyznanym rodzinie przez Edwarda VII. Andrzej Andriejewicz otrzymał typowe dla członków rodziny cesarskiej wszechstronne wykształcenie domowe, utrzymane w duchu rosyjskim i prawosławnym. Następnie uczęszczał do Haileybury College oraz Imperial Service College. W 1941 zgłosił się do służby wojskowej w Królewskiej Marynarce Wojennej, biorąc udział w bitwie o Atlantyk. Po zakończeniu wojny został zwolniony ze służby w 1946. 
Później podjął praktyki zawodowe w brytyjskiej spółce „Kent” jako agronom. Następnie pracował jako ogrodnik w miejscowościach pod Londynem. W 1949 na zaproszenie stryja Wasyla Aleksandrowicza (1907–1989) wyemigrował do Stanów Zjednoczonych. Po osiedleniu się w Kalifornii pracował jako ekspedient w sklepie, aby później zająć się agronomią w firmie „California Packing”. Na tym stanowisku uprawiał pomidory nowatorską metodą hydroponiczną i hodował eksperymentalne odmiany warzyw.
Studiował socjologię i kryminologię na Uniwersytecie Kalifornijskim w Berkeley. Po ukończeniu studiów pracował jako finansista w firmie spedycyjnej, spędzając trzy lata w Japonii i Korei Południowej. Powrócił do San Francisco, gdzie został pośrednikiem rynku nieruchomości. Równolegle podjął pracę robotnika w fabryce krzeseł, z czasem awansował na stanowisko projektanta. 20 grudnia 1954 otrzymał obywatelstwo amerykańskie. W 1967 przeniósł się do Inverness, gdzie pracował jako stolarz i cieśla. Następnie prowadził sklep jubilerski. Przeszedł na emeryturę w 1992, poświęcając się twórczości artystycznej.
Po śmierci Dymitra Romanowicza Romanowa (1926–2016) został ogłoszony głową rodu cesarskiego i pretendentem do tronu Rosji (cesarzewiczem). Funkcje te pełnił jedynie formalnie, będąc równolegle prezesem Stowarzyszenia Romanowów. Wypowiadał się o konieczności demokratyzacji Rosji i odsunięcia od władzy oligarchii, po czym można rozważyć przywrócenie monarchii konstytucyjnej. Nie otrzymał jednak jednoznacznego poparcia rodziny, która skupiała się na rozwiązaniu konfliktu sukcesji z Marią Władimirowną.
Zmarł w 2021 w ośrodku opieki w San Anselmo.

## Twórczość artystyczna
Zaczął rysować jako artysta samorodny, bez formalnego wykształcenia artystycznego. Tworzył intuicyjnie, polegając na wyobraźni i poczuciu estetyki. Obok rysunku zajmował się też fotografią artystyczną. Po przejściu na emeryturę całkowicie poświęcił się sztuce. Jego ulubionym „podobraziem” były plastykowe arkusze, które po podgrzaniu zmniejszały swój rozmiar o 2/3. Rysowane i malowane sceny zmniejszał i dzielił, a następnie montował na drewnianych panelach.
Obok swoistej techniki zajmował się również tradycyjnym rysownictwem i malarstwem sztalugowym. Twórczość Andrew Romanoffa nawiązywała formą przedstawień do wzorów zaczerpniętych z amerykańskiej sztuki ludowej. Tematyka jego dzieł obejmuje głównie sceny z życia codziennego i osobiste refleksje egzystencjalne, niekiedy zahacza o komentarz sytuacji społeczno-politycznej i gospodarczej Rosji, Stanów Zjednoczonych i świata.
Jego prace były wystawiane na całym świecie. W 2007 miała miejsce wystawa monograficzna, towarzysząca promocji autobiografii Andrew Romanoffa (San Francisco, Gallery 16).

## Rodzina
Po raz pierwszy ożenił się 9 września 1951 w San Francisco z Eleną Dournevą (1927–1992), córką Konstantego Afanasjewicza (1896–1970) i Feliksy z d. Zapalskiej (1903–2002) Durnowów. Małżeństwo zakończyło się rozwodem w 1959. Z tego związku pochodzi pierworodny syn Andrzeja:
- Alexis (ur. 1953) x Zoetta Leisy (ur. 1956).[1]

Powtórnie ożenił się 21 marca 1961 w San Francisco z Kathleen Norris (1935–1967), córką Franka i Alice z d. McCreevy Norrisów. Z tego małżeństwa pochodzi dwóch synów:
- Peter (ur. 1961) x Barbara Anne Jurgens (ur. 1968),
- Andrew (ur. 1963) x Elizabeth Flores (ur. 1964).[1]

Po śmierci drugiej żony, zawarł kolejny związek małżeński. 17 grudnia 1987 w Reno ożenił się z Inez Storer (ur. 1933), amerykańską artystką-plastykiem, córką Franza Bachelina (1895–1980) i Anity Hirschfeld. Para pozostała bezdzietna.

## Genealogia
| Prapradziadkowie                         | car Rosji Mikołaj I Pałkin (1796–1855) ∞1817 Aleksandra Fiodorowna (1798–1860)              | w. ks. Badenii Leopold (1790–1852) ∞ 1819 Zofia Wilhelmina von Holstein-Gottorp (1801–1865) | car Rosji Aleksander II (1818–1881) ∞ 1841 Maria Aleksandrowna (1824–1880)                  | kr. Danii Chrystian IX (1818–1906) ∞1842 Ludwika Wilhelmina Heska-Kassel (1817–1898)        | Frsncesco di Ruffo (1779–1865) ∞? Nicoletta Filangieri (1779–1834)                       | Giscomo Filomarino (1773–1840) ∞? Rosa Cattaneo (1788–1846)                              | Wasilij Iwanowicz Meszerski (1791–1871) ∞? Charlotte Wilhelmina von Vietinghoff-Scheel (Natalia Borisowna) (1796–1841) | Siergiej Grigoriewicz Stroganow(1794–1882) ∞1818 Natalia Pawłowna Stroganowa (1796–1872)          |
| Pradziadkowie                            | Michał Nikołajewicz Romanow (1832–1909) ∞1857 Olga Fiodorowna (1839–1891)                   | Michał Nikołajewicz Romanow (1832–1909) ∞1857 Olga Fiodorowna (1839–1891)                   | car Rosji Aleksander III (1845–1894) ∞ 1866 Maria Fiodorowna (1847–1928)                    | car Rosji Aleksander III (1845–1894) ∞ 1866 Maria Fiodorowna (1847–1928)                    | Girolamo di Ruffo (1814–1888) ∞? Elena Filomarino (1820–1854)                            | Girolamo di Ruffo (1814–1888) ∞? Elena Filomarino (1820–1854)                            | Aleksandr Wasiljewicz Meszerski (1822–1900) ∞1848 Jelizawieta Siergiejewna Stroganowa (1826–1895)                      | Aleksandr Wasiljewicz Meszerski (1822–1900) ∞1848 Jelizawieta Siergiejewna Stroganowa (1826–1895) |
| Dziadkowie                               | Aleksander Michajłowicz Romanow (1866–1933) ∞1894 Ksenia Aleksandrowna Romanowa (1875–1960) | Aleksander Michajłowicz Romanow (1866–1933) ∞1894 Ksenia Aleksandrowna Romanowa (1875–1960) | Aleksander Michajłowicz Romanow (1866–1933) ∞1894 Ksenia Aleksandrowna Romanowa (1875–1960) | Aleksander Michajłowicz Romanow (1866–1933) ∞1894 Ksenia Aleksandrowna Romanowa (1875–1960) | Frabrizio Ciro di Sasso-Ruffo (1846–1911) ∞? Natalia Aleksandrowna Meszerska (1849–1910) | Frabrizio Ciro di Sasso-Ruffo (1846–1911) ∞? Natalia Aleksandrowna Meszerska (1849–1910) | Frabrizio Ciro di Sasso-Ruffo (1846–1911) ∞? Natalia Aleksandrowna Meszerska (1849–1910)                               | Frabrizio Ciro di Sasso-Ruffo (1846–1911) ∞? Natalia Aleksandrowna Meszerska (1849–1910)          |
| Rodzice                                  | Andrzej Aleksandrowicz Romanow (1897–1981) ∞1918 Elżbieta di Sasso-Ruffo (1886–1940)        | Andrzej Aleksandrowicz Romanow (1897–1981) ∞1918 Elżbieta di Sasso-Ruffo (1886–1940)        | Andrzej Aleksandrowicz Romanow (1897–1981) ∞1918 Elżbieta di Sasso-Ruffo (1886–1940)        | Andrzej Aleksandrowicz Romanow (1897–1981) ∞1918 Elżbieta di Sasso-Ruffo (1886–1940)        | Andrzej Aleksandrowicz Romanow (1897–1981) ∞1918 Elżbieta di Sasso-Ruffo (1886–1940)     | Andrzej Aleksandrowicz Romanow (1897–1981) ∞1918 Elżbieta di Sasso-Ruffo (1886–1940)     | Andrzej Aleksandrowicz Romanow (1897–1981) ∞1918 Elżbieta di Sasso-Ruffo (1886–1940)                                   | Andrzej Aleksandrowicz Romanow (1897–1981) ∞1918 Elżbieta di Sasso-Ruffo (1886–1940)              |
| Andrzej Andriejewicz Romanow (1923–2021) |                                                                                             |                                                                                             |                                                                                             |                                                                                             |                                                                                          |                                                                                          | |                                                                                                   |